# Пожежа в Монбланському тунелі
Пожежа в Монбланському тунелі — катастрофа, що сталася 24 березня 1999 року в монбланському тунелі (Франція — Італія). Внаслідок пожежі, що тривала 53 години, загинуло 39 осіб (один з них пожежник), 10 серйозно постраждали, а автомобільний тунель був сильно пошкоджений і закритий на реконструкцію.

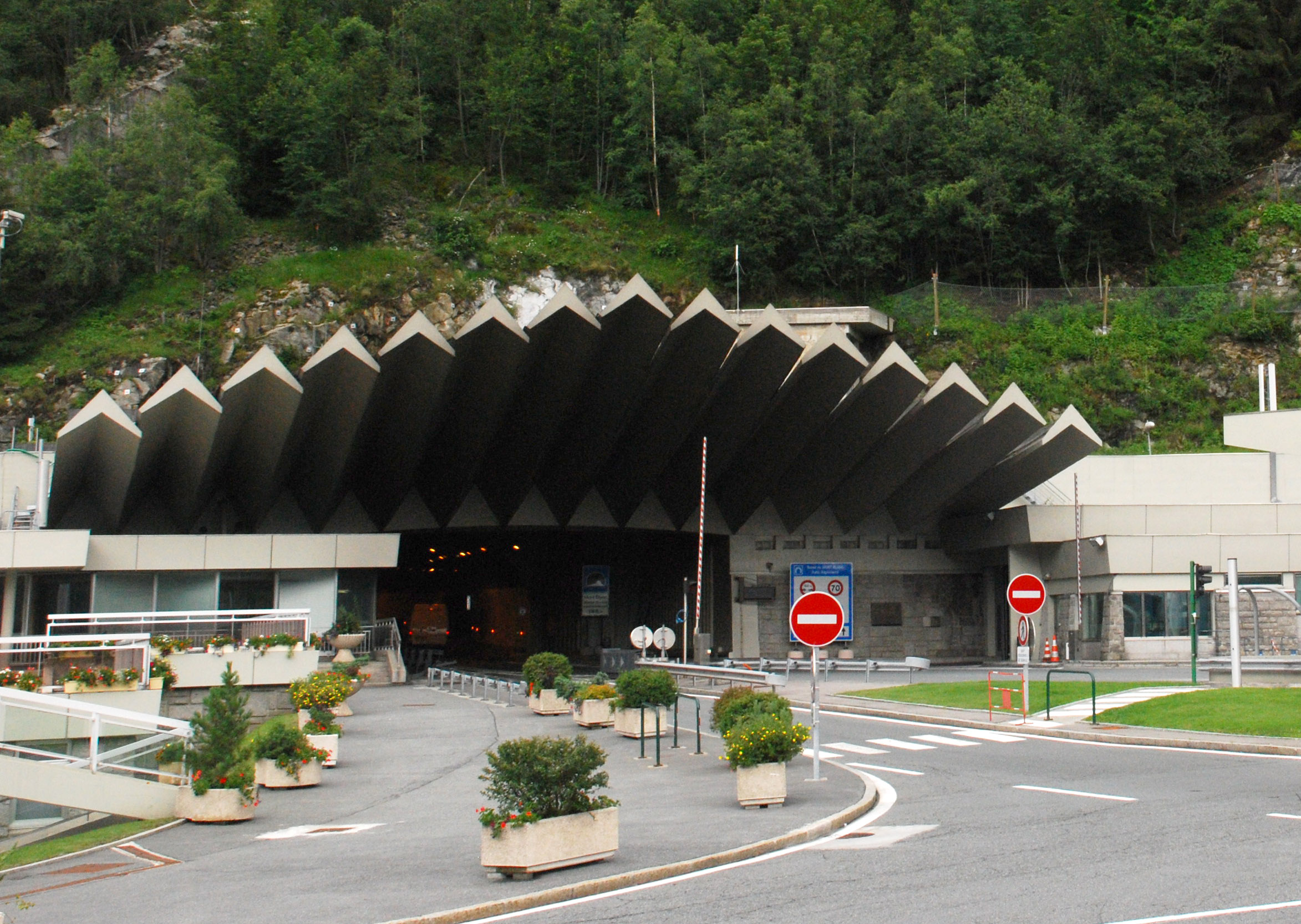
В'їзд до тунелю на французькій стороні (Шамоні, департамент Верхня Савоя, регіон Овернь-Рона-Альпи).

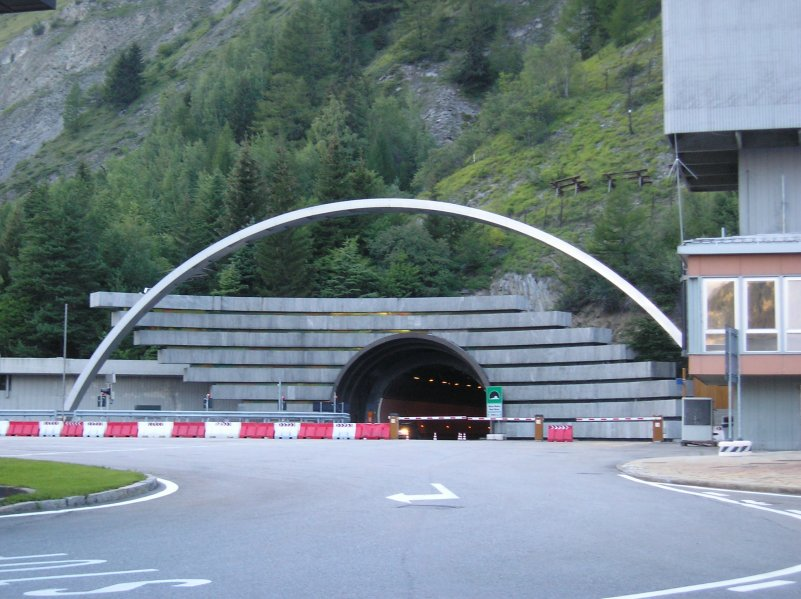
В'їзд до тунелю на італійській стороні (Курмайор, комуна Курмайор, регіон Валле-д'Аоста).

Тюремний термін за порушення експлуатації отримав начальник служби безпеки тунелю Жерар Ронколі — 6 місяців в'язниці плюс 24 умовно, мер селища Шамоні Мішель Шарле отримав умовне покарання і штраф. Після пожежі тунель був зачинений майже 3 роки. На ремонт було витрачено 400 млн євро, в ході ремонту було встановлено 120 камер відеоспостереження, 3680 теплових датчиків, 37 евакуаційних виходів і станція першої допомоги в центрі тунелю.
Повторне відкриття руху відбулося 5 березня 2002 року, а причинами пожежі стало займання вантажівки.

## Культурні аспекти
Пожежа в монбланському тунелі показана в 1 сезоні американського документального телесеріалу «Секунди до катастрофи» в епізоді «Пекло в тунелі».